# CSI: Miami helyszínelők (harmadik évad)
Az itt található lista az CSI: Miami helyszínelők című televíziós sorozat harmadik évadjának epizódjait tartalmazza. Az évad eredeti sugárzása a CBS-en 2004. szeptember 20. és 2005. május 23. között volt.
Ebben az évadban kilép a sorozatból Tim Speedle, az egyik főszereplő, aki az évad első epizódjában halálos lövést kap és meghal. A helyére Ryan Wolfe, a fiatal járőr kerül. A labor dolgozóihoz Aaron Peters és Chyntia Wells csatlakozik. Az évad utolsó epizódjában Yelina Salas fia és halottnak hitt férje elutazik Miamiból, de ők a későbbi évadok során még visszatérnek.
| #    | Magyar cím | Eredeti cím           | Író                                                | Rendező           | Eredeti premier      | No. #                           |
| ---- | --- | --------------------- | -------------------------------------------------- | ----------------- | -------------------- | ------------------------------- |
| 3x1  | „Az elveszett fiú” | „Lost Son”            | Anthony E. Zuiker és Ann Donahue                   | Duane Clark       | 2004. szeptember 20. | 49                              |
| 3x1  | Miután egy hatalmas yacht egy nagyobb Miami-i hídba ütközik, kiderül, hogy a hajó vezetőjét lelőtték a baleset előtt. Az áldozat felesége elmondja, hogy a fiúkat elrabolták, és az apa éppen a váltságdíjat akarta átadni az emberrablóknak: ékszereket, 3 millió dollár értékben. Azonban a csoport tagjai hamarosan kiderítik, hogy az ékszerek nem voltak valódiak. - Vendégszereplő: William Mapother |                       |                                                    |                   |                      |                                 |
|      | |                       |                                                    |                   |                      |                                 |
| 3x2  | „Önvédelem” | „Pro Per”             | Anthony E. Zuiker és Ann Donahue                   | Karen Gaviola     | 2004. szeptember 27. | 50                              |
| 3x2  | Egy férfi tüzet nyit az exkluzív tengerparti házban tartózkodó vendégekre - az eset során egy nő életét veszti. A letartóztatott férfi a bíróságon saját védelmét képviseli, és sokkal okosabb mint gondolták. A bajt csak súlyosbítja, hogy az eset korona tanúja a halott nő kisfia, akit Horatio szeretne kihagyni az ügyből. |                       |                                                    |                   |                      |                                 |
|      | |                       |                                                    |                   |                      |                                 |
| 3x3  | „Alkohol hatása alatt” | „Under the Influence” | Marc Dube & Corey Miller                           | Scott Lautanen    | 2004. október 4.     | 51                              |
| 3x3  | Alex kéznyomra emlékeztető sérülést talál egy holttest hátán, ami bizonyítja, hogy valaki a busz elé lökte az áldozatot. - Vendégszereplő: Meredith Monroe és Jonathan Silverman |                       |                                                    |                   |                      |                                 |
|      | |                       |                                                    |                   |                      |                                 |
| 3x4  | „Az E-kommandó” | „Murder in a Flash”   | Anne McGrail & Sunil Nayar                         | Fred Keller       | 2004. október 11.    | 52                              |
| 3x4  | Az E-kommandó fedőnevű szerveződés Miami golfpályára szervezett demonstrációja végén egy diákot holtan találnak. - Vendégszereplő: Amanda Detmer |                       |                                                    |                   |                      |                                 |
|      | |                       |                                                    |                   |                      |                                 |
| 3x5  | „Legális” | „Legal”               | Michael Ostrowski & Ildy Modrovich                 | Duane Clark       | 2004. október 18.    | 53                              |
| 3x5  | Szerintük egy szórakozóhely tulaja magyar lányokat csalt az Államokba, ahol prostitúcióra kényszerítették őket. - Vendégszereplő: Emilie de Ravin |                       |                                                    |                   |                      |                                 |
|      | |                       |                                                    |                   |                      |                                 |
| 3x6  | „Pokoli éjszaka” | „Hell Night”          | Steven Maeda & Corey Miller                        | Scott Lautanen    | 2004. október 25.    | 54                              |
| 3x6  | Az esküdtek helyszíni bejárásán megölik a gyilkossággal gyanúsított vádlottat. Horatióék olvasnak a nyomokból. |                       |                                                    |                   |                      |                                 |
|      | |                       |                                                    |                   |                      |                                 |
| 3x7  | „Bűnözési hullám” | „Crime Wave”          | Elizabeth Devine                                   | Karen Gaviola     | 2004. november 8.    | 55 - Vendégszereplő: Debi Mazar |
| 3x7  | A Miami felé hatalmas sebességgel közeledő szökőár pánikhangulatot kelt a városban. Mindenki menekül, az üzleteket kifosztják, a benzin elfogy a kutakból, az emberek feszültek. De ez még nem minden. Az egyik barkácsáruház parkolójában egy holttestet találnak, halántékán szúrt sebbel. A vásárolt áruból ítélve, vélhetően rablásra készült a zűrzavarban. A nála talált pisztoly és töltény nagy munkára utal. De a nagy munkához társak is kellenek, feltehetőleg ők ölték meg a bizonytalan egészségi állapotú, ezért rájuk nézve veszélyes társat. A rendőrség és a helyszínelők cunami veszéllyel mit sem törődve, versenyt futva az idővel igyekeznek megakadályozni a rablást. A szökőár egy bank széfjéből több milliót érő aranyrudakat sodor el, egy temetőben viszont eggyel több halottat mos ki a víz a földből. A helyszínelőknek nem csak az aranyat kell megtalálniuk, hanem azt a személyt is, aki elásta a létszámfölötti holttestet. |                       |                                                    |                   |                      |                                 |
|      | |                       |                                                    |                   |                      |                                 |
| 3x8  | „A gyorsaság öl” | „Speed Kills”         | Sunil Nayar & Marc Dube                            | Fred Keller       | 2004. november 15.   | 56                              |
| 3x8  | egy férfi sietve távozik a gyors randikat bonyolító partiról. Később holtan találják az autója mellett. - Vendégszereplő: Beth Broderick |                       |                                                    |                   |                      |                                 |
|      | |                       |                                                    |                   |                      |                                 |
| 3x9  | „Kalózkodás” | „Pirated”             | Michael Ostrowski & Steven Maeda                   | Duane Clark       | 2004. november 22.   | 57                              |
| 3x9  | Egy búvárpár öt megkötözött matrózholttestére bukkan. Kiderül, hogy munkáltatójuk fegyvercsempészettel is foglalkozott. |                       |                                                    |                   |                      |                                 |
|      | |                       |                                                    |                   |                      |                                 |
| 3x10 | „Zuhanás” | „After the Fall”      | Ildy Modrovich & Marc Dube & John Haynes           | Scott Lautanen    | 2004. november 29.   | 58                              |
| 3x10 | Az emeletről egy járókelőre zuhant rablónál egy bíróról készült kompromittáló felvételeket találnak. |                       |                                                    |                   |                      |                                 |
|      | |                       |                                                    |                   |                      |                                 |
| 3x11 | „Függőség” | „Addiction”           | Charles Holland                                    | Steven DePaul     | 2004. december 13.   | 59                              |
| 3x11 | Egy szálloda előtt házaspár száll be a luxusautójába. A kocsiba befurakodik egy rabló, s eltéríti a járművet. - Vendégszereplő: Holly Valance |                       |                                                    |                   |                      |                                 |
|      | |                       |                                                    |                   |                      |                                 |
| 3x12 | „Lövöldözés” | „Shootout”            | Corey Miller & Sunil Nayar                         | Norberto Barba    | 2005. január 3.      | 60                              |
| 3x12 | Egy bandaháború ügyének felgöngyölítése közben Horatioék régi megoldatlan gyilkosságra derítenek fényt. |                       |                                                    |                   |                      |                                 |
|      | |                       |                                                    |                   |                      |                                 |
| 3x13 | „Rendőrgyilkosság” | „Cop Killer”          | Steven Maeda & Krystal Houghton                    | Jonathan Glassner | 2005. január 17.     | 61                              |
| 3x13 | Közúti ellenőrzés során meggyilkolják a rendőrt, a mellé beosztott gyakornokot pedig túszként magukkal viszik. |                       |                                                    |                   |                      |                                 |
|      | |                       |                                                    |                   |                      |                                 |
| 3x14 | „Átutazók” | „One Night Stand”     | Michael Ostrowski & John Haynes                    | Greg Yaitanes     | 2005. február 7.     | 62                              |
| 3x14 | Egy szállodai vendég agyonlövi a bőröndjeibe beleső hordárt. Horatioék szerencséjére ottfelejt egyet a táskákból. |                       |                                                    |                   |                      |                                 |
|      | |                       |                                                    |                   |                      |                                 |
| 3x15 | „A személyiségtolvaj” | „Identity”            | Ann Donahue & Ildy Modrovich                       | Gloria Muzio      | 2005. február 14.    | 63                              |
| 3x15 | Tolvajt kerget egy biztonsági őr. A tettes elcsúszik egy ismeretlen anyagon, amely egy nő holttestéhez vezet. |                       |                                                    |                   |                      |                                 |
|      | |                       |                                                    |                   |                      |                                 |
| 3x16 | „Tét nélkül” | „Nothing to Lose”     | Elizabeth Devine & Marc Dube                       | Karen Gaviola     | 2005. február 21.    | 64                              |
| 3x16 | A gyilkossági ügyben nyomozó helyszínelők veszélybe kerülnek, amikor a terepszemlém lángra lobban a mocsár. |                       |                                                    |                   |                      |                                 |
|      | |                       |                                                    |                   |                      |                                 |
| 3x17 | „A pénzszállító gép” | „Money Plane”         | Sunil Nayar & Steven Maeda                         | Scott Lautanen    | 2005. március 7.     | 65                              |
| 3x17 | Teherszállító gép zuhan le. A gép átvizsgálásakor rengeteg készpénzre és egy nő holttestére bukkannak. |                       |                                                    |                   |                      |                                 |
|      | |                       |                                                    |                   |                      |                                 |
| 3x18 | „A játék vége” | „Game Over”           | Michael Ostrowski & Corey Miller                   | Jonathan Glassner | 2005. március 21.    | 66                              |
| 3x18 | Egy terepjáró súlyos balesetet szenved az egyik útkereszteződésben. A sofőrt holtan emelik ki a járműből, de mint később kiderül ő már órákkal korábban meghalt. Horatioék az áldozatot azonosító feleség vallomása alapján kezdenek el nyomozni a férfi munkahelyén is, ahol egy elmérgesedett szakmai rivalizálás egyik résztvevője kelti fel gyanakvásukat. Közben a hadnagyot felkeresi egy volt pornósztár, aki civil életét szeretné megvédeni a múltjából kísértő hiénákkal szemben. |                       |                                                    |                   |                      |                                 |
|      | |                       |                                                    |                   |                      |                                 |
| 3x19 | „Szex és adó” | „Sex & Taxes”         | Ildy Modrovich & Brian Davidson                    | Scott Shiffman    | 2005. április 11.    | 67                              |
| 3x19 | Az adóhivatal két emberét gyilkolják meg. Egyiküket egy adós lövi le, a másik ügy azonban szövevényesebb. - Vendégszereplő: Zac Efron |                       |                                                    |                   |                      |                                 |
|      | |                       |                                                    |                   |                      |                                 |
| 3x20 | „Gyilkos randevú” | „Killer Date”         | Elizabeth Devine & John Haynes                     | Karen Gaviola     | 2005. április 18.    | 68                              |
| 3x20 | A mulatóban meggyilkolt nő megbízható férfiak egyedülálló hölgyek részére történő közvetítésével foglalkozott. |                       |                                                    |                   |                      |                                 |
|      | |                       |                                                    |                   |                      |                                 |
| 3x21 | „Egy anya árulása” | „Recoil”              | Steven Maeda & Marc Dube                           | Joe Chappelle     | 2005. május 2.       | 69                              |
| 3x21 | Gyermekelhelyezési per borzolja Horatioék idegeit. A gyerekért való harc tragédiába torkollik a tárgyalás előtt. |                       |                                                    |                   |                      |                                 |
|      | |                       |                                                    |                   |                      |                                 |
| 3x22 | „Találkozók” | „Vengeance”           | Corey Miller & Sunil Nayar                         | Norberto Barba    | 2005. május 9.       | 70                              |
| 3x22 | A csapatot egy középiskolai érettségi találkozóra riasztják: meggyilkoltál az osztály egykori futballsztárját. - Vendégszereplő: Dylan Neal |                       |                                                    |                   |                      |                                 |
|      | |                       |                                                    |                   |                      |                                 |
| 3x23 | „Rokon” | „Whacked”             | Ann Donahue & Elizabeth Devine & Ildy Modrovich    | Scott Lautanen    | 2005. május 16.      | 71                              |
| 3x23 | Egy gyilkos kivégzését felfüggesztik. A csapatnak versenyt kell futnia az idővel, hogy új bizonyítékot találjon. - Vendégszereplők: Megan Follows és Eric Roberts |                       |                                                    |                   |                      |                                 |
|      | |                       |                                                    |                   |                      |                                 |
| 3x24 | „10-7” | „10-7”                | Ann Donahue & Elizabeth Devine & Michael Ostrowski | Joe Chappelle     | 2005. május 23.      | 72                              |
| 3x24 | A csapat egy bombagyáros ügyében vizsgálódik. Közben egy másik ügy kapcsán Horatio rábukkan fivére nyomaira. |                       |                                                    |                   |                      |                                 |
|      | |                       |                                                    |                   |                      |                                 |